# Königstraße 27 (Fürth)

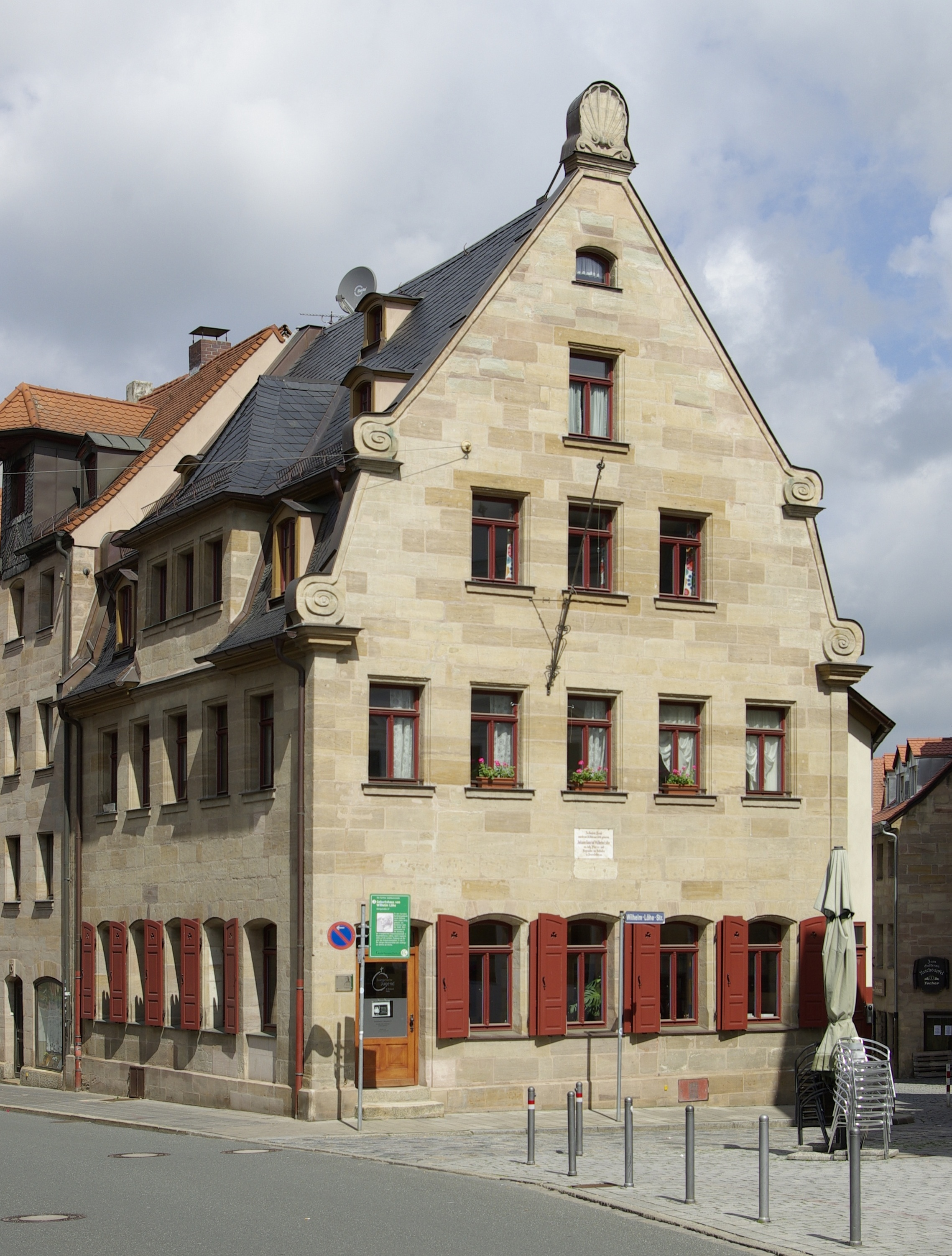
Haus Königstraße 27 in Fürth

Das Gebäude Königstraße 27 in Fürth, einer Stadt im bayerischen Regierungsbezirk Mittelfranken, wurde um 1738 errichtet. Das Wohnhaus in Ecklage ist ein geschütztes Baudenkmal.

## Beschreibung
Der zweigeschossige Sandsteinquaderbau mit Mansardgiebeldach besitzt einen Volutengiebel mit Firstpalmette und Walmdachzwerchhaus. Das Haus ist rückseitig verputzt und besitzt einen kleinen Hof mit Korbbogentor.
Das Gebäude ist das Geburtshaus des Theologen Wilhelm Löhe. Zur Erinnerung daran ist eine Gedenktafel angebracht.
Die Eigentümer Brigitte und Stefan Bär erhielten im Jahr 2014 die Denkmalschutzmedaille des Freistaates Bayern für die vorbildliche Renovierung des Baudenkmals.